# Araniella cucurbitina
Espèce
Synonymes
- Araneus cucurbitinus Clerck, 1757
- Aranea frischii Scopoli, 1763
- Aranea octopunctata Linnaeus, 1767
- Aranea viridis-punctata De Geer, 1778
- Aranea depressa Razoumowsky, 1789
- Epeira squamosa Seidel, 1849
- Epeira cossoni Simon, 1885
- Araneus cucurbitinus typicus Kulczyński, 1905

Araniella cucurbitina est une espèce d'araignées aranéomorphes de la famille des Araneidae.
En français elle est nommée Araignée courge ou Épeire concombre.

## Distribution

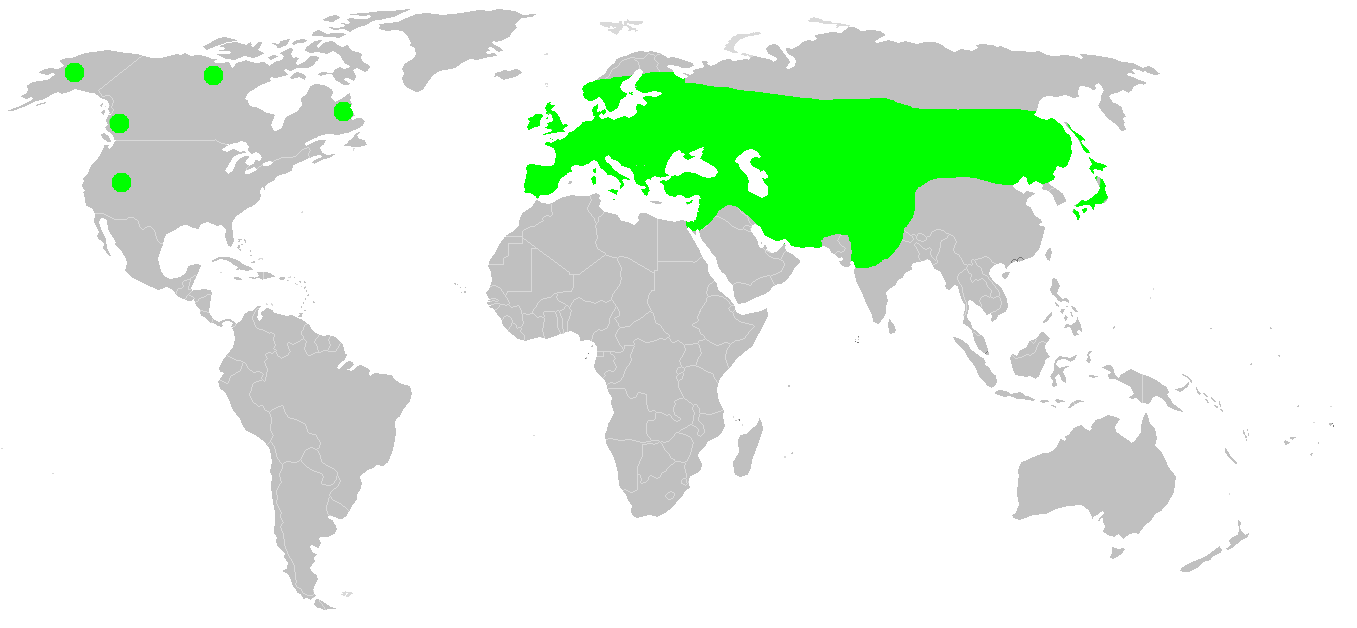
Distribution

Cette espèce se rencontre en zone paléarctique, dans les régions tempérées.

## Habitats
Araniella cucurbitina habite les parcs et jardins, en particulier sur les lilas et les rosiers, dans les buissons, à la lisière des forêts.

## Description
Les mâles mesurent de 3,5 à 4,5 mm et les femelles de 4,5 à 9,5 mm.
Son abdomen est vert pistache avec 4 points noirs sur les côtés, ce qui permet de la distinguer de ses cousines. Les adultes portent une tache rouge à l'extrémité inférieure de l'abdomen.
Le camouflage de l'araignée courge change avec la couleur de la végétation. À leur naissance, en automne, les jeunes sont de couleur rouge brique puis virent au brun sale pendant l'hiver. La coloration verte apparaît au printemps, à l'âge adulte.
Sa toile, géométrique mais de forme irrégulière, a une dizaine de centimètres de diamètre. Elle comporte entre 15 et 30 rayons. L'araignée se tient généralement au milieu dans l'attente d'une proie.
Le mâle ne s'approche de la femelle que pour l'accouplement. Il doit disparaître rapidement après la fécondation pour éviter d'être dévoré par sa partenaire dont les besoins alimentaires augmentent lors de la ponte. Lorsque la nourriture est abondante ce phénomène est plus rare.

## Publication originale
- Clerck, 1757 : Svenska spindlar, uti sina hufvud-slågter indelte samt under några och sextio särskildte arter beskrefne och med illuminerade figurer uplyste. Stockholmiae, p. 1-154.

## Galerie

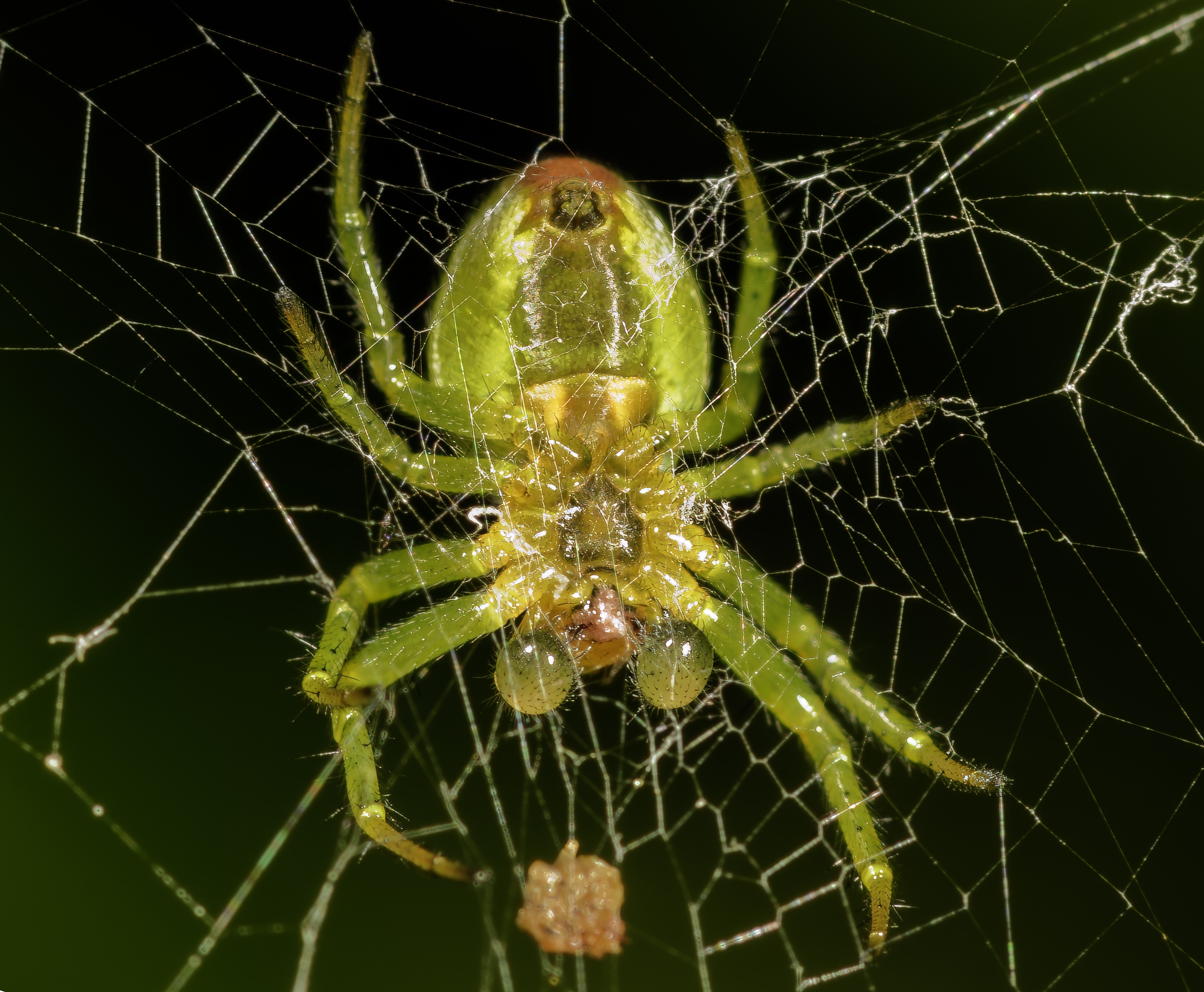
Tache rouge au revers de l'abdomen et atributs du mâle.
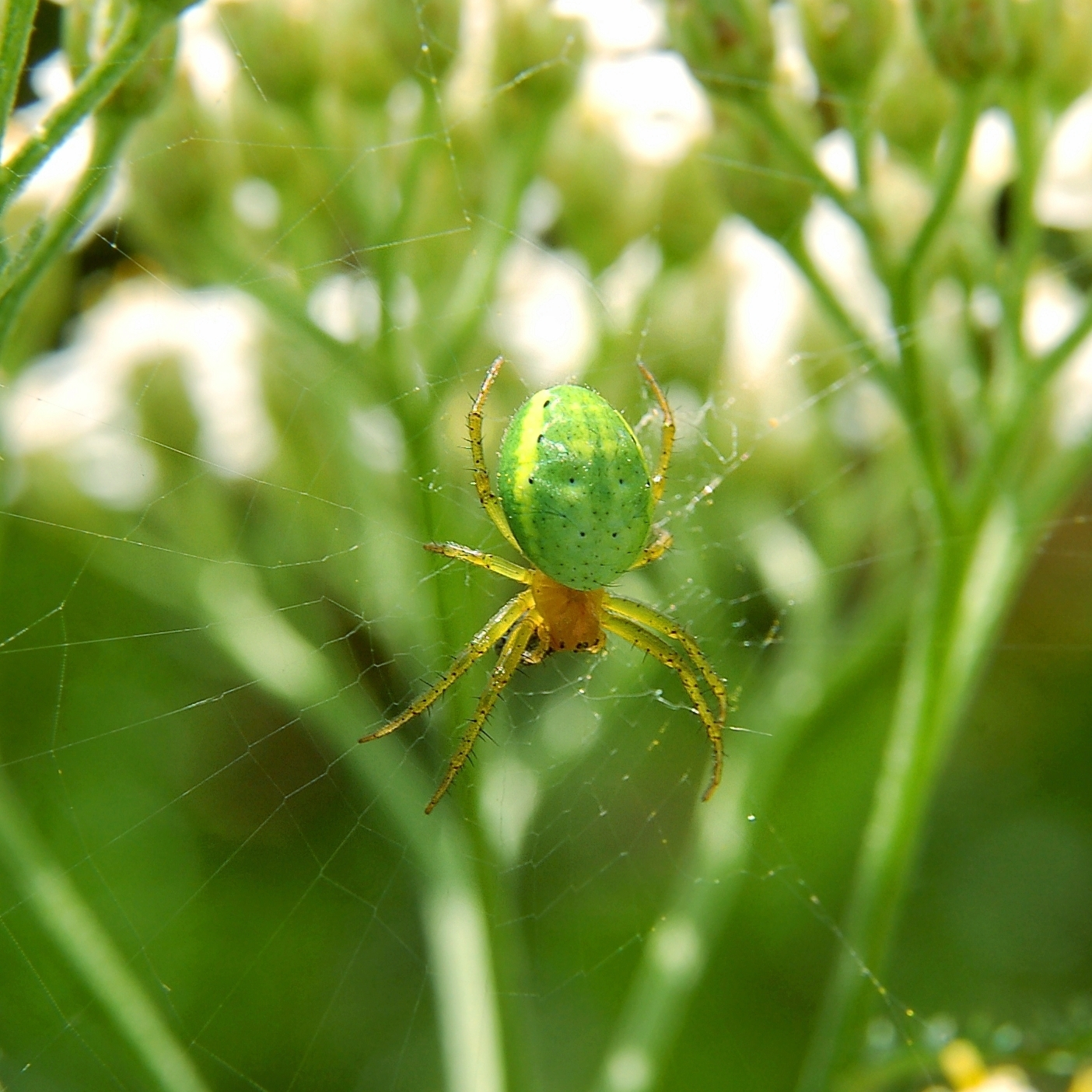
Une araignée courge sur sa toile.
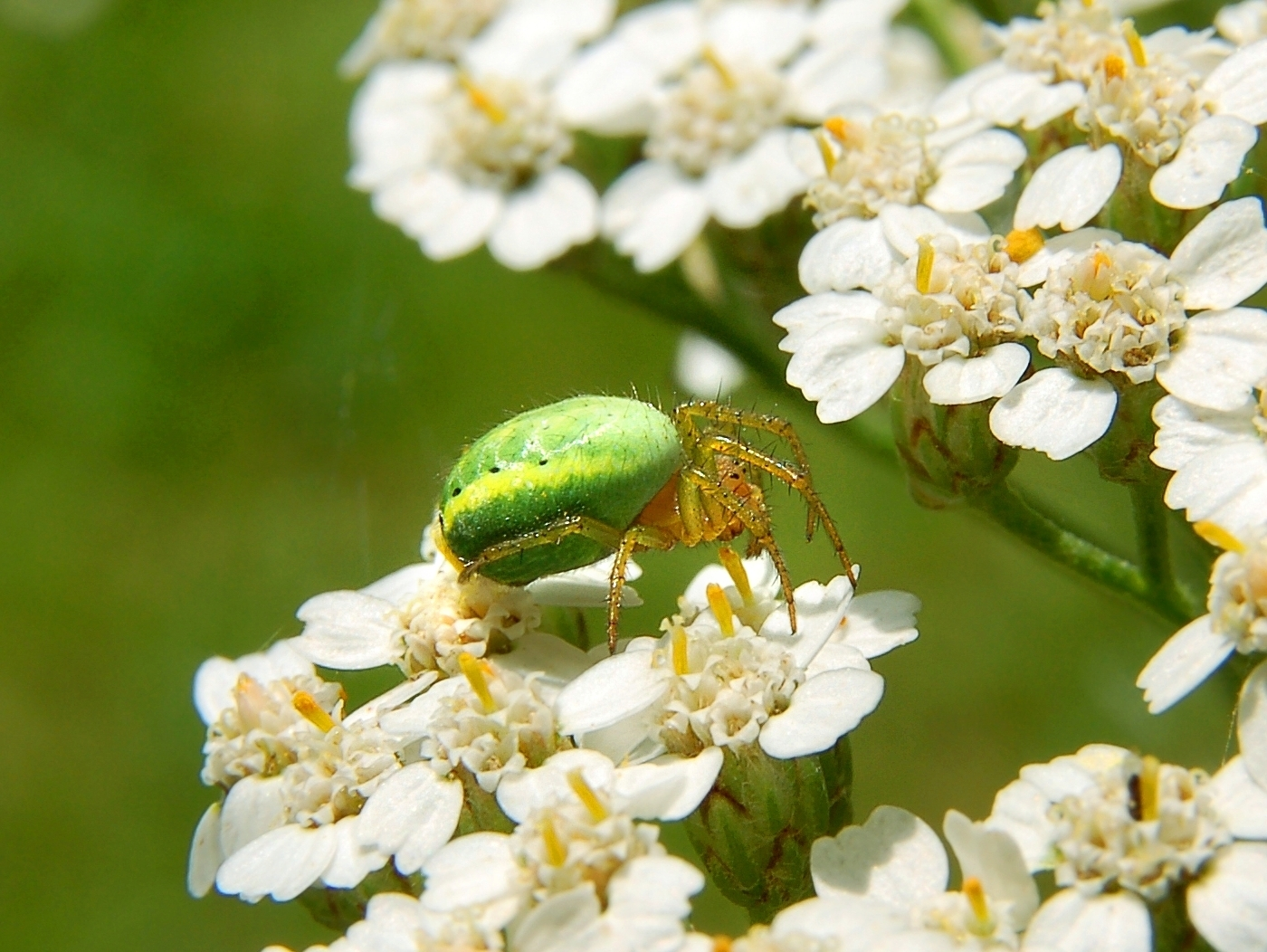
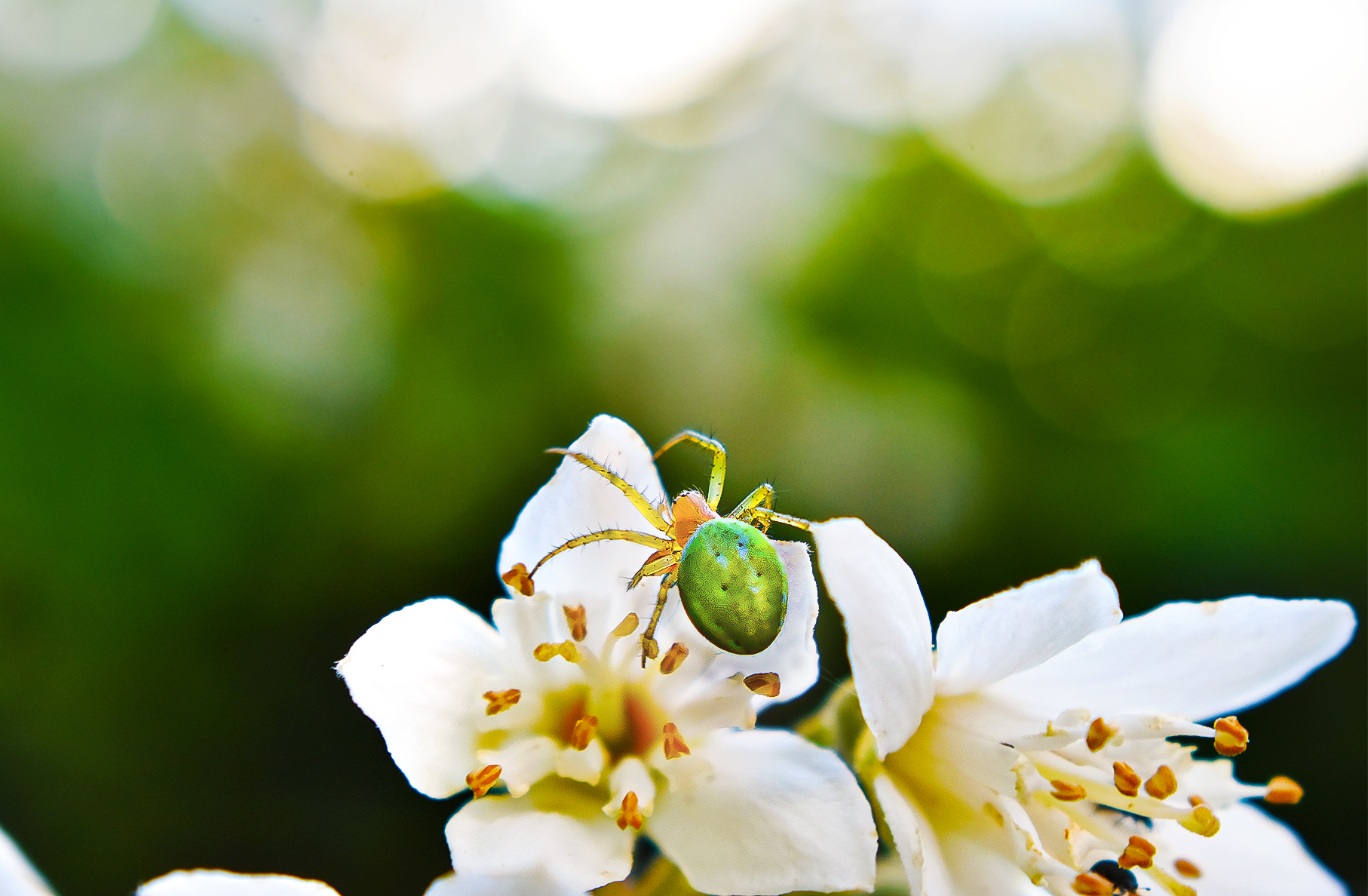
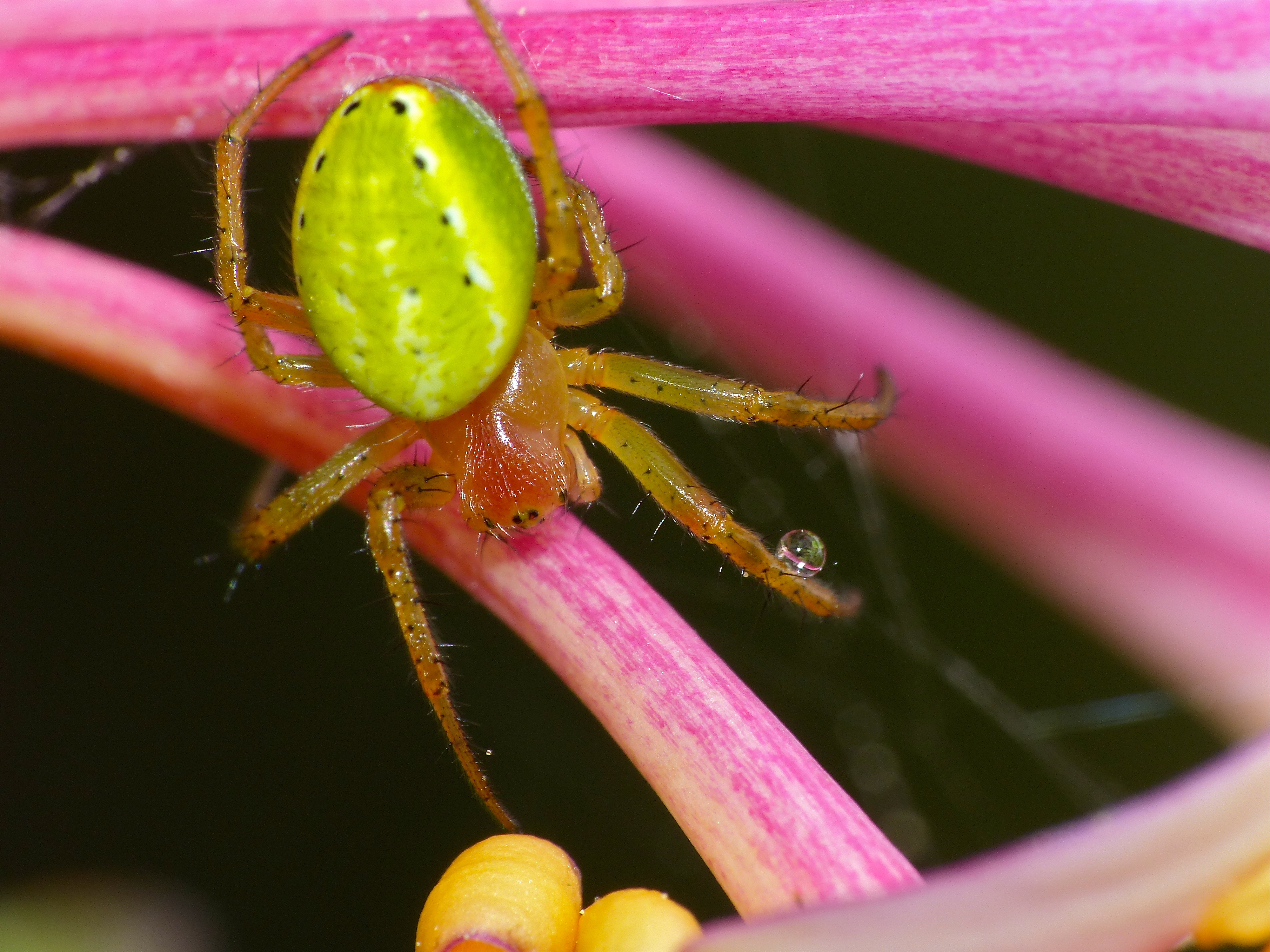
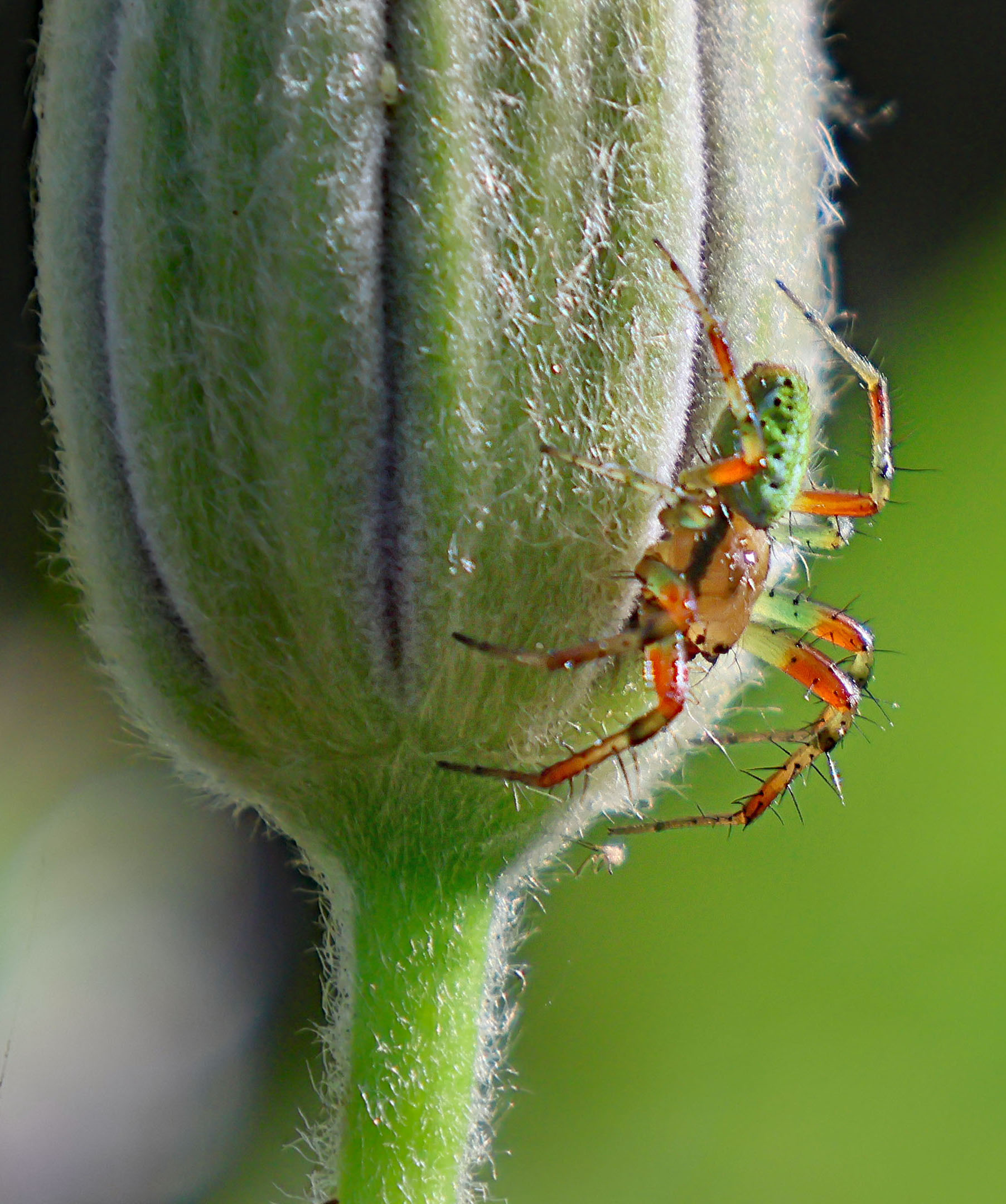
France (Aude) mai 2025.